# Диего-Баутиста-Урбанеха
Диего-Баутиста-Урбанеха (исп. Diego Bautista Urbaneja) — муниципалитет в составе венесуэльского штата Ансоатеги. Административный центр — город Лечерия. Муниципалитет назван в честь Диего Баутисты Урбанехи, который в 1830-1833 годах был вице-президентом Венесуэлы.

## Административное деление
Муниципалитет делится на 2 прихода:
- Лечерия
- Эль-Морро